# Courbiac
Courbiac é uma comuna francesa na região administrativa da Nova Aquitânia, no departamento Lot-et-Garonne. Estende-se por uma área de 8,77 km². Em 2010 a comuna tinha 112 habitantes (densidade: 12,8 hab./km²).